# Lenkwerk

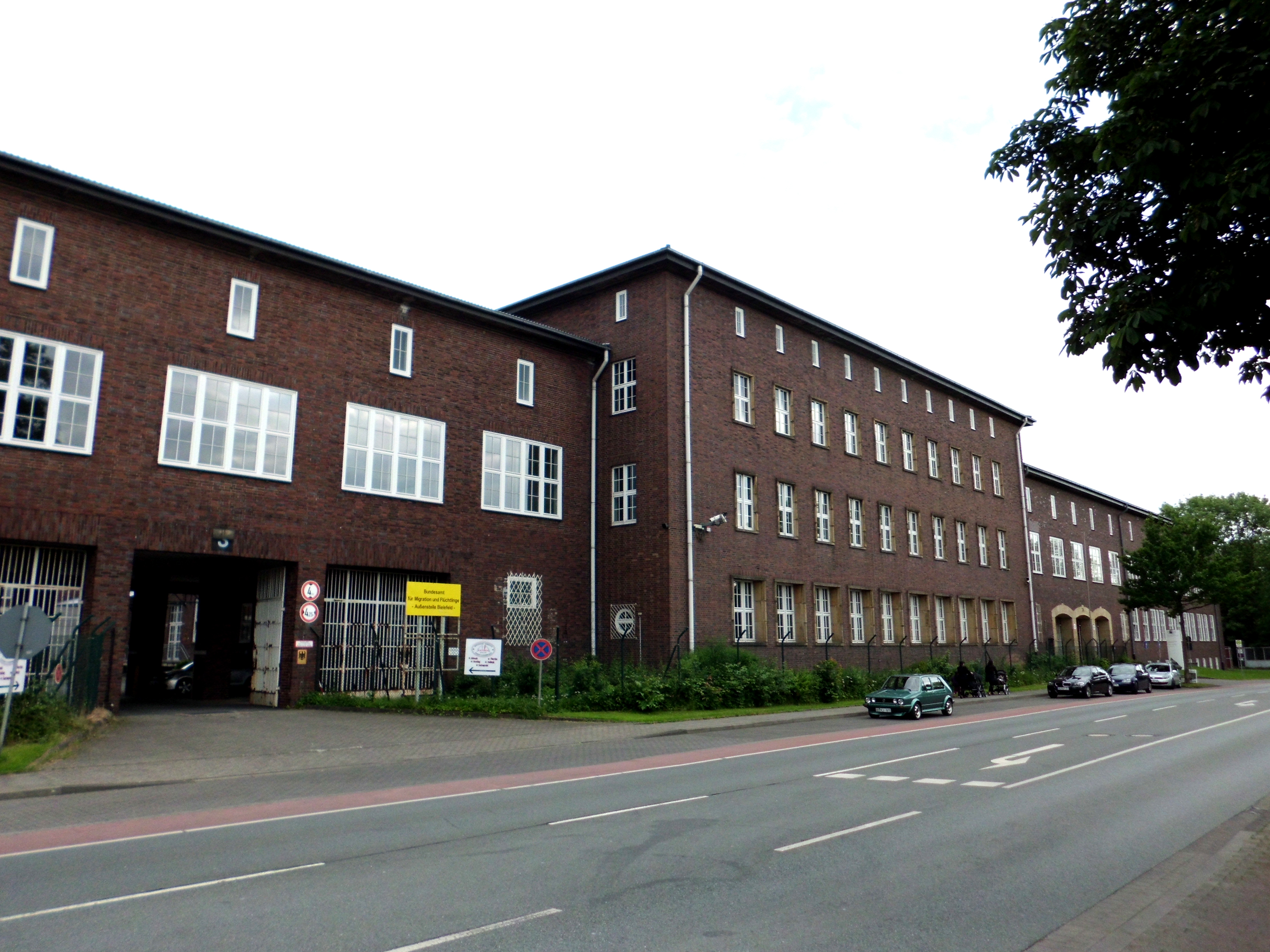
Lenkwerk, ehemaliges Luftwaffenbekleidungsamt der Wehrmacht

Das Lenkwerk (ehemals Luftwaffenbekleidungsamt der Wehrmacht) ist ein denkmalgeschütztes Gebäude in Bielefeld im Stadtbezirk Mitte.

## Geschichte
Das Gebäude wurde 1938 nach Plänen des Wuppertaler Architekten Peter Klotzbach als Luftwaffenbekleidungsamt durch das Reichsluftfahrtministerium errichtet. In den Jahren 1945 bis 1992 nutzte die Britische Rheinarmee es als Lager für Waffen, Munition, Treibstoff, medizinische Ausrüstung und andere Gegenstände. Das Gebäude wurde zunächst Brixton Barracks und später Richmond Barracks genannt. 1994 wurde das Lenkwerk aufgrund seiner charakteristischen Formensprache unter Denkmalschutz gestellt.
Nach Abzug der Armee blieb die Nutzung des Areals zunächst ungeklärt. Zeitweise gab es Pläne, hier den zentralen Campus für die Fachhochschule Bielefeld einzurichten. Ein Investor erwarb 2010 das Objekt und führte es einer gewerblichen Nutzung zu.
Das Lenkwerk ist heute vor allem für das gleichnamige Oldtimer-Museum sowie für Handel und Werkstätten für klassische Automobile bekannt. Das Lenkwerk beherbergt heute aber auch Gewerbe- und Veranstaltungsflächen sowie ein Restaurant. Darüber hinaus beherbergt ein Teil des Gebäudes seit dem Studienjahr 2018/2019 den Standort der Abteilung Bielefeld der Hochschule für Polizei und öffentliche Verwaltung Nordrhein-Westfalen (HSPV NRW), womit der vorherige Standort an der Kurt-Schumacher-Straße aufgegeben wurde.
Von drei Bekleidungsämtern der Luftwaffe in Berlin ab 1936, in Sonneberg ab 1937 und in Bielefeld ab 1938 war das Lenkwerk nach dem Bekleidungsamt in Sonneberg der zweite Neubau. Der große Gebäudekomplex in Sonneberg wurde nach dem Krieg als Behördenhaus und ab 1963 als Betriebsstätte von Piko genutzt. Anders als das Lenkwerk wurden die Sonneberger Gebäude nach der Wende nicht als Baudenkmal erfasst und 2003 abgerissen.